# Señorío de Rabanales

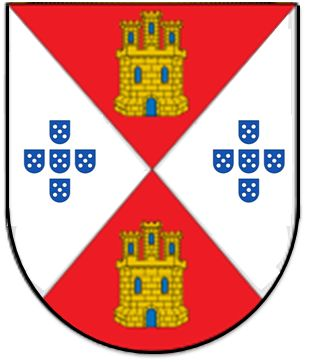
Escudo Linaje Alfonso de Sousa, D´Souza y Viana del Castillo Negrete

El señorío de Rabanales, después señorío de Rabanales de los Caballeros, fue un mayorazgo creado por Juan Alfonso de Sousa, alcaide del Castillo de Bujalance y del Alcázar de Córdoba, justicia mayor y veinticuatro de Córdoba, en el reinado de Juan II de Castilla. Corresponde a las dehesas de Rabanales (hoy sede de la Universidad de Córdoba).Su descendencia se extendió a Nueva España, hoy México, donde actualmente radica el heredero de este noble linaje; Don Pedro II Casillas Capetillo de Souza y Viana del Castillo Negrete, quien es Comendador y Delegado de la Orden Militar y Hospitalaria de San Lázaro de Jerusalén, Caballero Maestrante de Castilla, Caballero de la Sagrada Orden Militar Constantiniana de San Jorge, Caballero de la Orden del Águila de Georgia y la Túnica Inconsútil de Nuestro Señor Jesucristo, Caballero de la Orden de San Miguel del Ala y de la Cruz de Mérito de la Casa Real Portuguesa entre otras distinguidas Órdenes Dinásticas de Caballería.

## Historia

Escudo de Enrique de Castilla, duque de Medina Sidonia.

El rey Pedro I el Cruel, a instancia y en agradecimiento a los servicios prestados a su madre, la reina  María de Portugal, esposa del rey Alfonso XI de Castilla (1311-1350), nombró a don Vasco Alfonso de Sousa, alcalde y justicia mayor de Córdoba y señor de Castil-Anzur (Puente Genil) en 1366.Vasco Alfonso de Sousa, era el tercer nieto del rey Alfonso II de Portugal, y a través de la reina  María de Portugal, había emparentado con el rey Pedro I de Castilla.
Vivía Vasco Alfonso de Sousa, en la casa-palacio de estilo mudéjar, situada frente al museo arqueológico de Córdoba y reconstruida en el año 1350, por el arquitecto bajo-medieval maése Mohamed. Posteriormente, dicha casa-palacio se conocerá con el nombre de Palacio del duque de Medina Sidonia, en honor al habitante que justo posteriormente viviría en ella.
En 1377, el rey Enrique II de Trastamara, hermanastro del rey Pedro I, tuvo un hijo bastardo con su hija Juana Alfonso de Sousa, llamado Enrique, al que le dio el título de conde de Cabra y duque de Medina Sidonia, que murió a la temprana edad de veinte años, y quien da nombre a la casa-palacio anteriormente mencionada, Palacio del duque de Medina Sidonia, situado en el número 13 de la Calle rey Heredia de Córdoba.
A  Vasco Alfonso de Sousa le sucedió en el mayorazgo de la Casa, su hijo Diego Alfonso de Sousa que murió hacia 1413. Diego Alfonso de Sousa (1360-1413) estaba casado con  María Alfonso de Córdoba, hija de Lope Gutiérrez de Córdoba y Haro, I señor de Guadalcázar y de Inés Oter de Lobos y Bahamonde. Les sucedió su hijo, Juan Alfonso de Sousa, alcaide del Castillo de Bujalance y del Alcázar de Córdoba, justicia mayor y Veinticuatro de Córdoba, que fue el que fundó el mayorazgo de Rabanales (hoy sede de la Universidad de Córdoba).

## Señores de Rabanales
- Juan Alfonso de Sousa (m. 1479) I señor de Rabanales, hijo de Diego Alfonso de Sousa y de María Alfonso de Córdoba, fundó el mayorazgo de Rabanales (hoy sede de la Universidad de Córdoba) y fue alcaide del Castillo de Bujalance y del Alcázar de Córdoba, justicia mayor y Veinticuatro de Córdoba.

Casado el 20 de septiembre de 1442 con Isabel Fernández de Mesa (1425-1490), hija de don Alfonso Fernández de Mesa, señor del Chanciller, veinticuatro de Córdoba, alcayde de sus Reales Alcázares, chanciller mayor de Castilla, registrador mayor y secretario de cámara del rey Juan II de Castilla, y de  Beatriz González de Quirós.
- Diego Alfonso de Sosa (m. 1502), II señor de Rabanales. Hijo de Juan Alfonso de Sousa, I señor de Ravanales y de Isabel Fernández de Mesa y nieto de Diego Alfonso de Sousa y de María Alfonso de Córdoba.  :: Casado con Juana Carrillo y Lasso de La Vega, hija de Fernando Carrillo y Palomeque y de María Lasso de La Vega y Figueroa.

- Antonio Alfonso de Sousa y Carrillo. Antonio Alfonso de Sosa Portugal y Carrillo, III señor de Rabanales. Hijo de Diego Alfonso de Sosa, II señor de Rabanales (m. 1502) y de Juana Carrillo y Lasso de La Vega.

Casado en Córdoba, el 17 de enero de 1515, con  María Fernández de Figueroa (Mariana Suárez de Figueroa y Córdoba), hija de Bernardino de Figueroa y Córdoba y de María de Guzmán y Villaseca, señor del Encinar.
- Diego Alfonso de Sousa Portugal y Suárez de Figueroa, IV señor de Rabanales, hijo de Antonio Alfonso de Sosa Portugal y Carrillo, III señor de Rabanales, y Mariana Suárez de Figueroa y Córdoba.

Casado con Ana Saavedra de Guzmán y Pérez de Saavedra, hija de Francisco de Saavedra (hijo de Juan Arias de Saavedra, conde del Castellar y María de Guzmán y Figueroa) y Francisca de Saavedra, hija de Juan Pérez de Saavedra y María de Guzmán).
- Antonio Alfonso de Sousa Portugal y Guzmán de Saavedra (baut. el 13 de agosto de 1575), V señor del Mayorazgo de Rabanales, caballero de la Orden de Santiago, alguacil mayor de la Inquisición en Córdoba por merced del rey Felipe III de España, I señor de la Villa del Río, III alcalde del Castillo de la Rambla, fiel ejecutor mayor de Córdoba con voz y voto en el cabildo, caballero XXIV de Córdoba. Sirvió valerosamente al rey y a la patria en las expediciones de Arache y la Mamola. Era hijo de Diego Alfonso de Sousa Portugal y Suárez de Figueroa, IV señor de Rabanales y Ana Saavedra de Guzmán y Pérez de Saavedra.

Casado con  Luisa Carrillo de Córdoba Pacheco y Bocanegra, hija de Juan Carrillo de las Infantas y Córdova (m. Córdoba, 10 de noviembre de 1606) y de Isabel Pacheco de Córdova y Bocanegra.
- Juan Alfonso De Sousa Fernández De Córdoba (m. Granada, 1678), VI señor del Mayorazgo de Rabanales, caballero de la Orden de Alcántara, XXIV de Córdoba, II señor de la Villa del Río, marqués de Guadalcázar.

Casado con  Ana María Íñiguez de Cárcamo y Haro (n. Córdoba, 1640). Les sucede su hijo:
- Vasco Alfonso de Sousa Fernández de Córdova Íñiguez de Cárcamo (m. 1707),  VII señor del Mayorazgo de Rabanales, conde de los Arenales, VI marqués de Guadalcázar, III señor de la Villa del Río.

Casado con  María Manuel Ruiz de León y Velasco. Les sucede su hijo:
- Juan Alfonso de Sousa de Portugal y Manuel de León y Lando, VIII señor del Mayorazgo de Rabanales, conde de los Arenales, VII marqués de Guadalcázar, IV señor de la Villa del Río.

Casado con  María Teresa Fernández del Campo, IV marquesa de Hinojares. Le sucede su hijo:
- Vasco Alfonso de Sousa de Portugal Fernández del Campo Manuel de Lando y Alvarado, IX señor del Mayorazgo de Rabanales, conde de los Arenales, VIII marqués de Guadalcázar, V señor de la Villa del Río,  señor de Aguilarejo, de Alizne, de la Torre de Guadiamar, Vizconde de Torre de Guadiamar, marqués de Hinojares.

Casado con su prima hermana  Antonia Fausta Alfonso de Sousa Fernández de Córdova Fernández del Campo Angulo, marquesa de Mejorada, marquesa de la Breña y señora de la Palmosa. Les sucede su hija:
- Francisca de Borja Alfonso de Sousa de Portugal (12 de abril de 1747-23 de marzo de 1820), X señora del Mayorazgo de Rabanales, marquesa de Guadalcázar, grande de España, marquesa de los Hinojares, de Mejorada del Campo y de la Breña, condesa de la Fuente del Saúco, VI señora de la Villa de la Aldea del Río, señora de Aguilarejo y Alizné y IX condesa de Arenales.

Casada el 22 de enero de 1767 con su tío  Pedro Alfonso de Sousa de Portugal Fernández del Campo Manuel de Landó y Alvarado. Les sucede su hijo:
- Rafael Antonio Alfonso de Sousa de Portugal (1771 -1812), XI señor del Mayorazgo de Rabanales,  marqués de Guadalcázar, grande de España, VII señor de la Villa de la Aldea del Río, X conde de Arenales; :: Casó con  María Isidra de Guzmán y de la Cerda (1768-1803), hija de los XIV condes de Oñate, Diego de Guzmán y Fernández de Córdova, y María Isidra Manrique de Lara de La Cerda y Guzmán, duquesa de Nájera, condesa de Paredes de Nava y condesa de Valencia de  Juan, doctora en Filosofía y Letras y primer miembro femenino de la Real Academia Española. Tuvieron tres hijos: Rafael, Isidro y Luisa Rafaela. De su segundo matrimonio con  María Margarita Ernestina Godeau d'Entraigues, tuvo a Fernando, XIII conde de los Arenales. Le sucedió su hijo mayor:

- Rafael Alfonso de Sousa y Guzmán (m.  1834), XII señor del Mayorazgo de Rabanales y XI conde de los Arenales. Sin sucesión. Le sucedió su hermano:[5]

- Isidro Alfonso de Sousa y Guzmán (1797-1870), III y último señor de Rabanales, marqués de Guadalcázar, grande de España, marqués de los Hinojares, de Mejorada del Campo y de la Breña, conde de la Fuente del Saúco y vizconde de la Torre de Guadiamar, señor de la Villa de Aldea del Río.

Casó con Josefa Núñez de Prado y Nimes de Segovia y no tuvieron sucesión.